# Дежнёвский путепровод
Дежнёвский путепрово́д, также Комаро́вский путепрово́д — путепровод Тоннельной улицы через участок Уфа — Черниковка Башкирского региона Куйбышевской железной дороги города Уфы. Один их трёх путепроводов — Черниковский и имени Гастелло — соединяющих Черниковку с остальными южными историческими и жилыми районами города.
Состыкован с Новым Дежнёвским путепроводом, на 0,5 м выше которого.
С октября 2007 года на путепроводе организовано одностороннее движение по трём полосам из Черниковки.

## История
Построен в 1950-х годах вместо автодорожного тоннеля под участком Уфа — Черниковка Башкирского региона Куйбышевской железной дороги. Длина путепровода — 64 м, длина подъездов — 30 м.
В октябре 2007 года открыт Новый Дежнёвский путепровод. В 2008 году реконструирован. В апреле — мае 2015 года уложено новое асфальтобетонное покрытие.
В 1962 — июнь 2008 годов на путепроводе были трамвайные пути, соединявшие Новую Уфу и Зелёную Рощу с Черниковкой. Также, убрана троллейбусная контактная сеть.